# Sprague-Thomson
L'elettrotreno Sprague-Thomson fu il primo convoglio ferroviario interamente metallico adottato sulla metropolitana di Parigi dal 1908 al 1983.

## Storia

### Prima del 1908

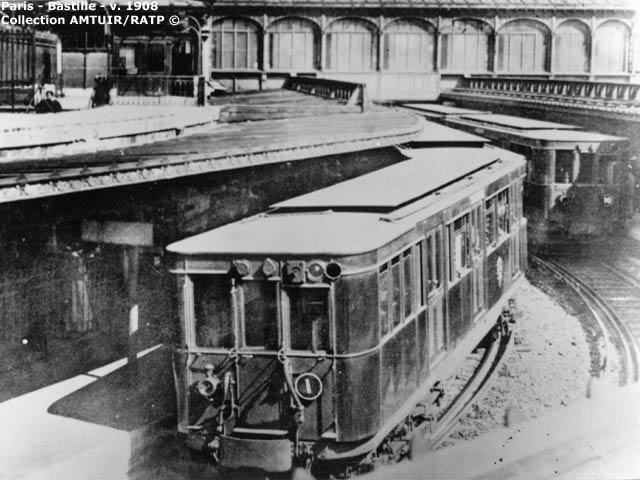
Treno Sprague-Thomson in transito a Bastille nel 1908.

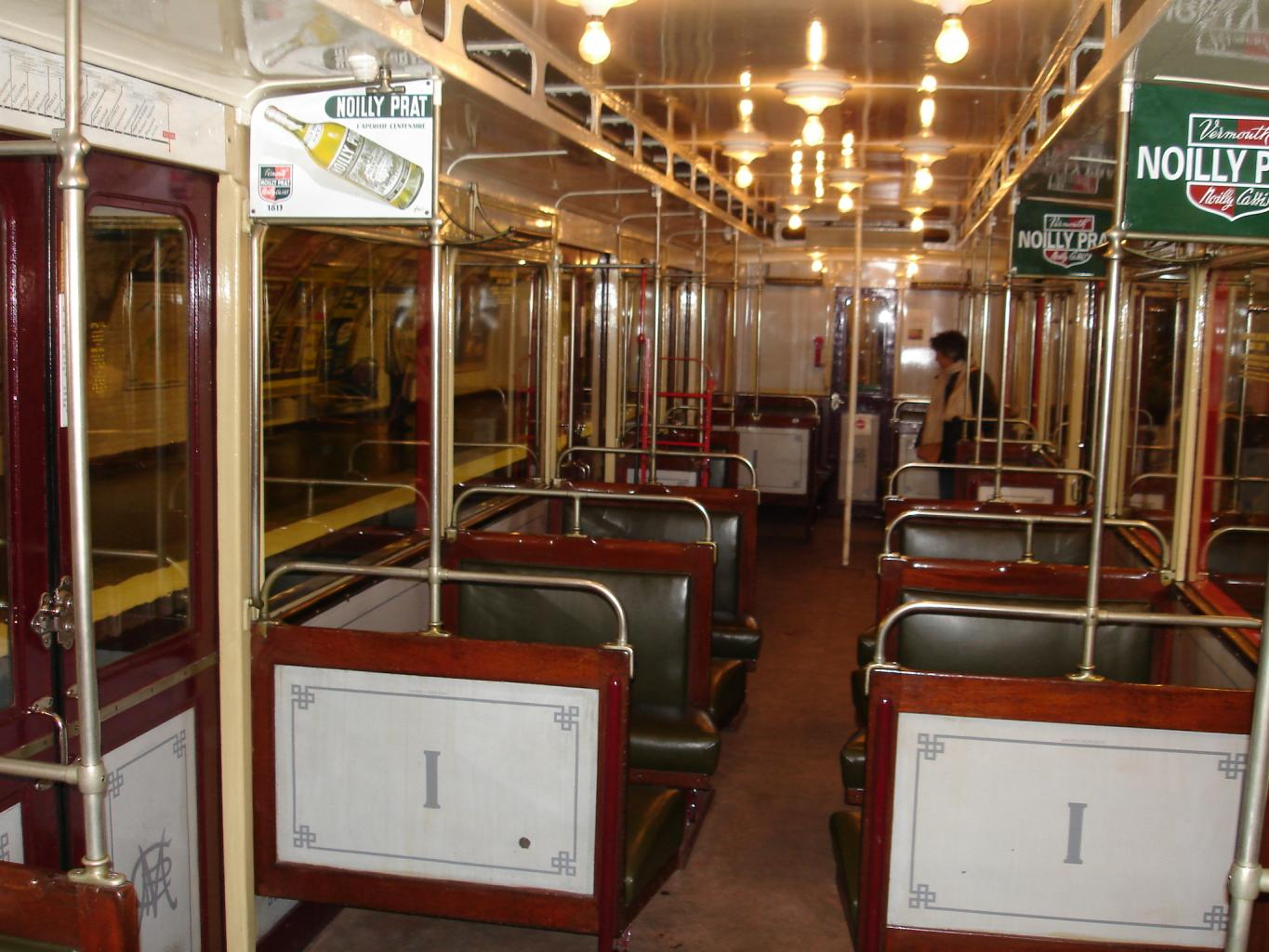
Interno di una carrozza di prima classe.

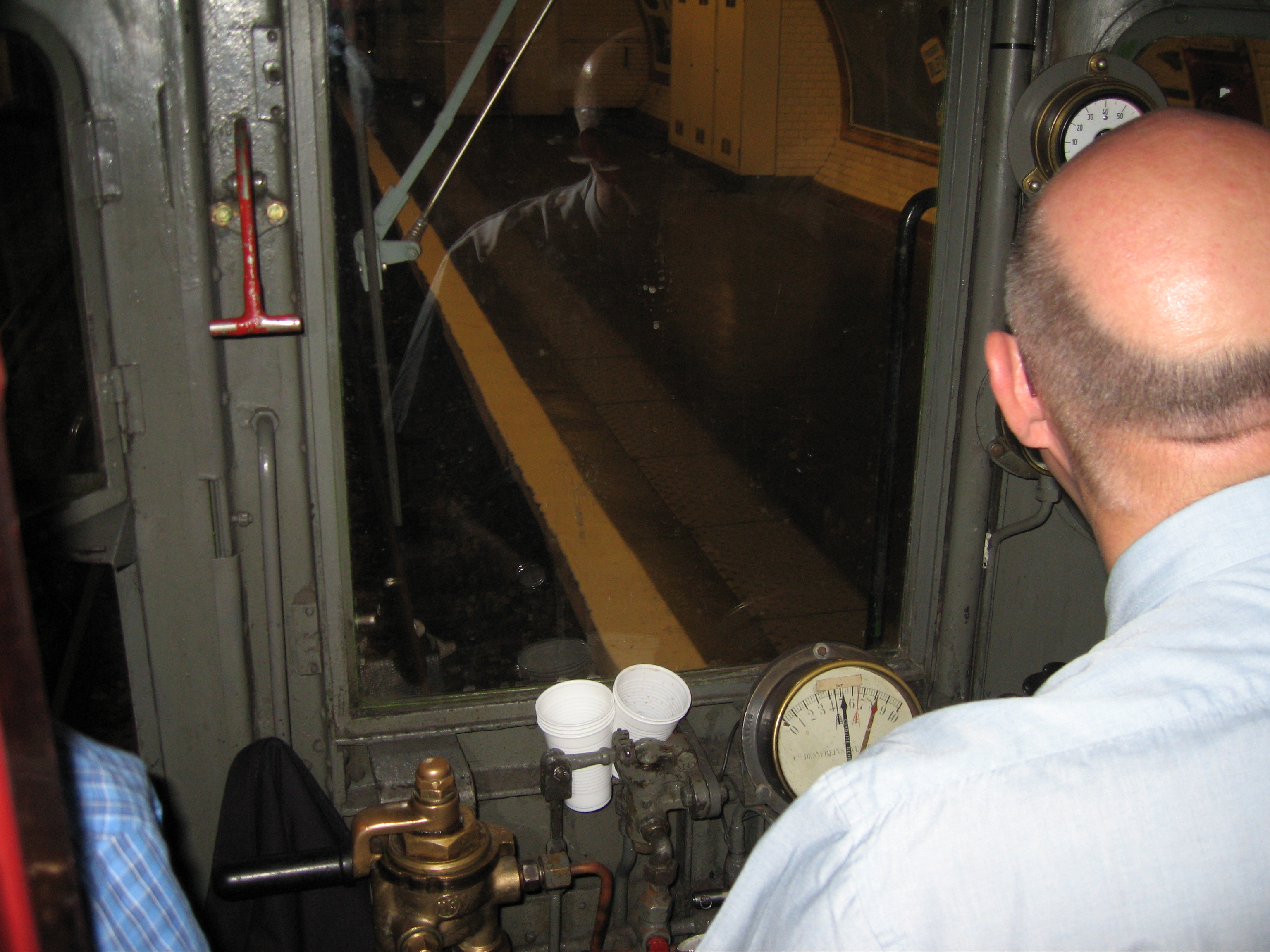
Cabina di guida.

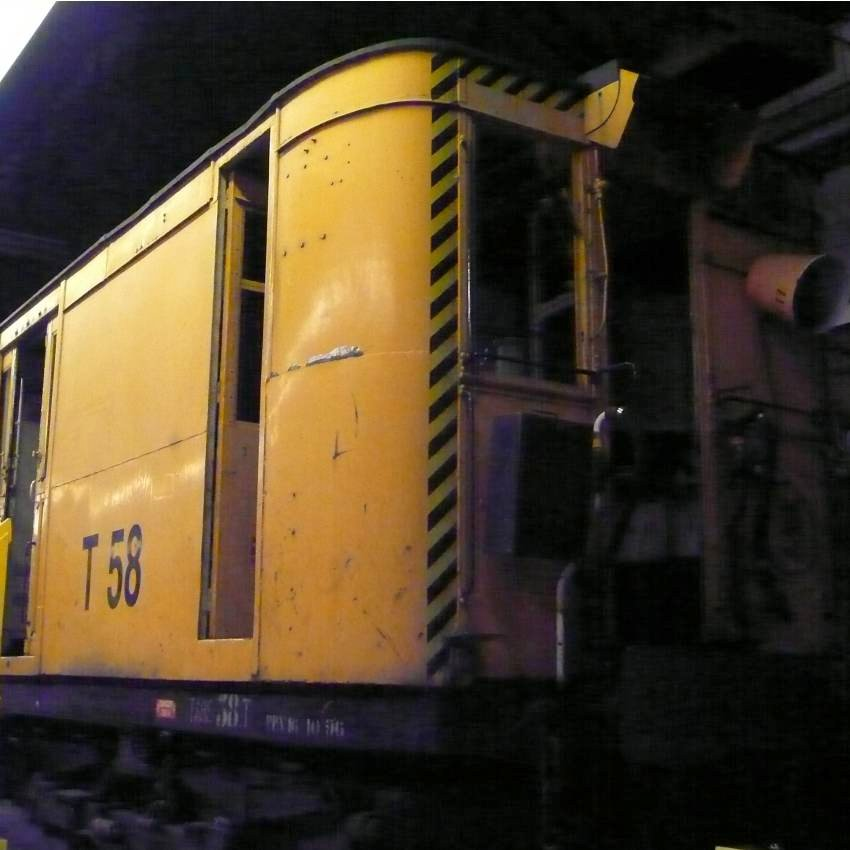
Il trattore 58 (risalente al 1908) al deposito di La Villette.

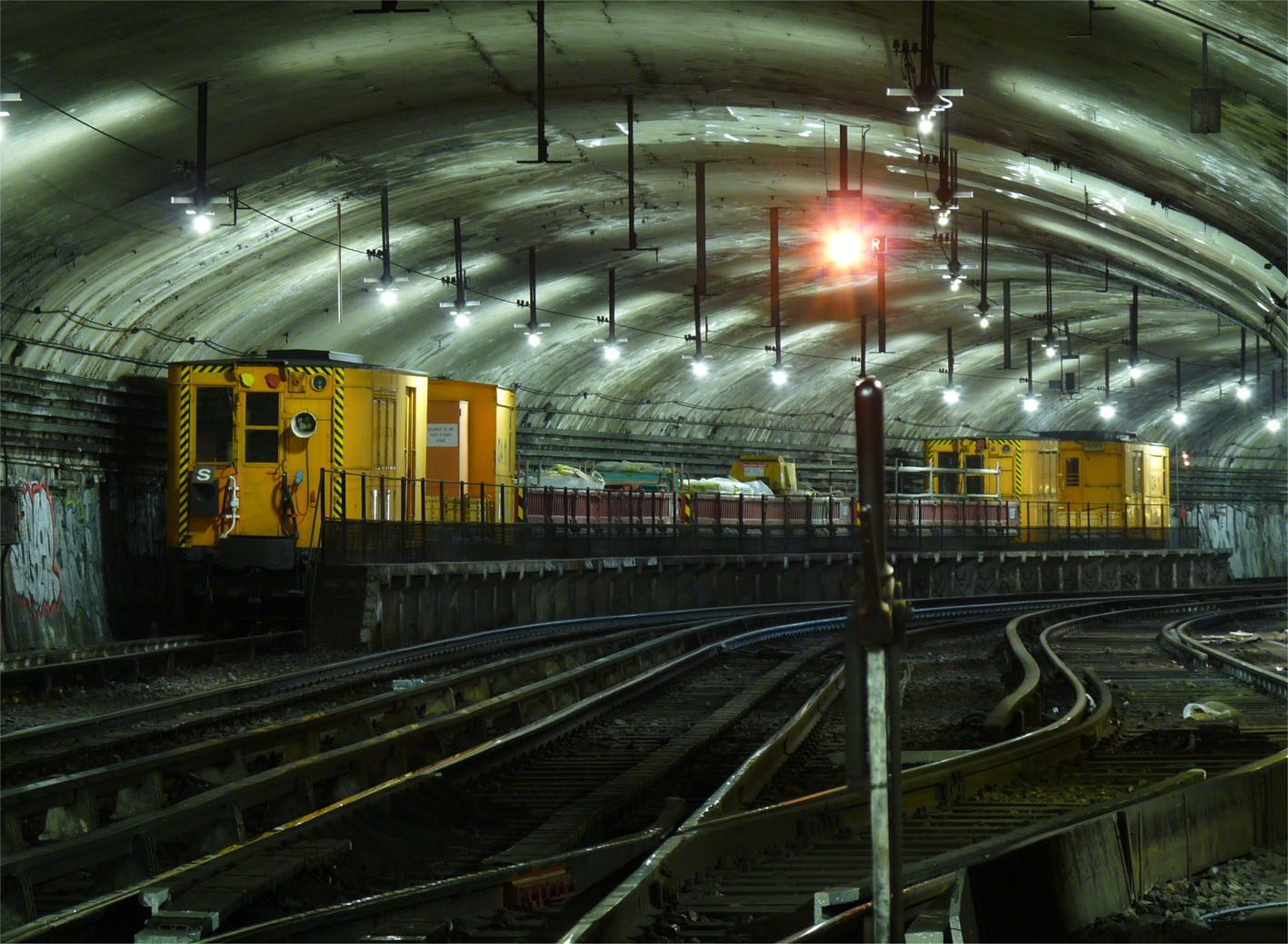
Due trattori Sprague a Charenton-Ecoles (2010).

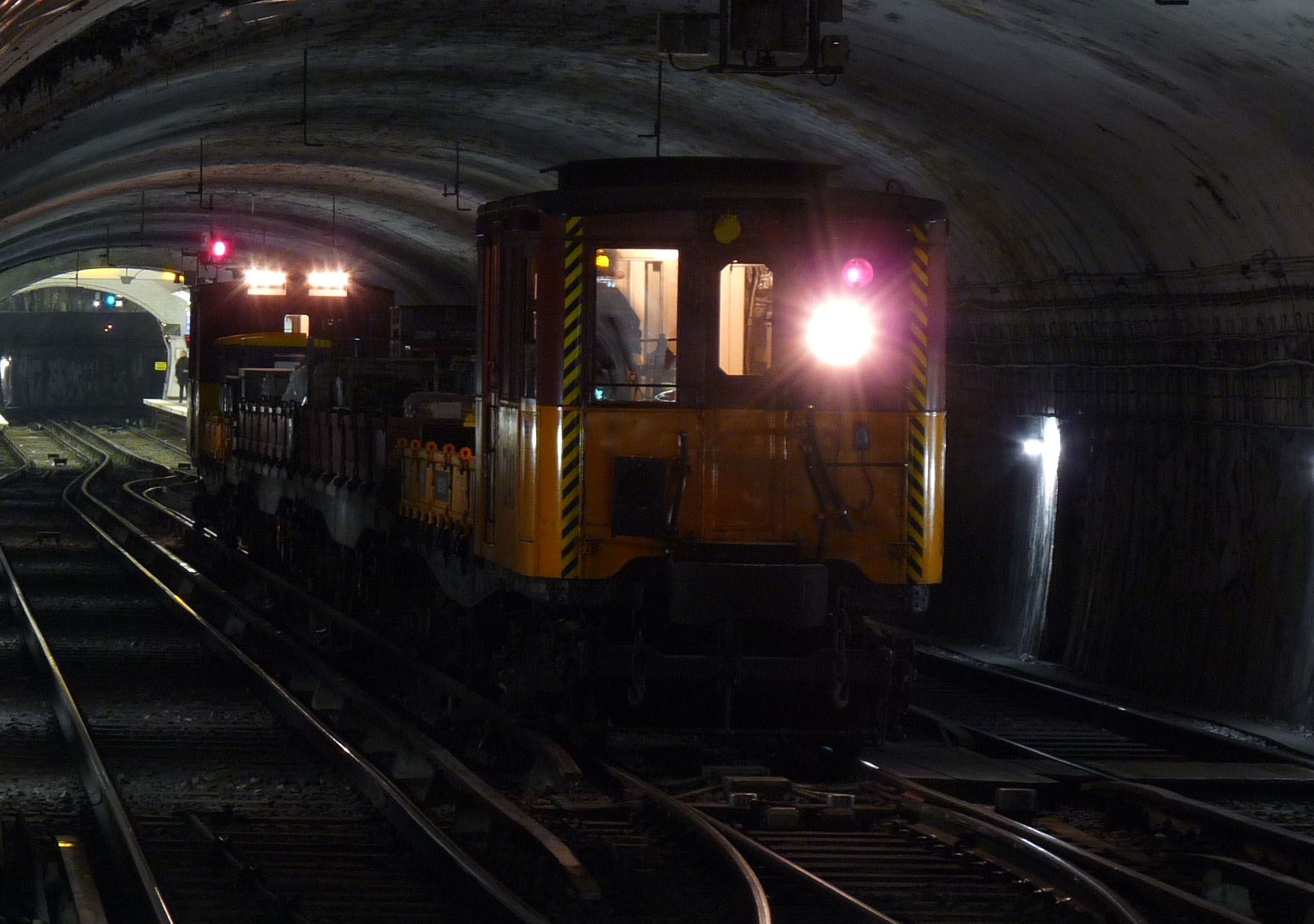
Due trattori già appartenuti alla Nord-Sud (1925) in transito a Cluny (2010).

Dopo il grave incidente di Couronnes nel 1903, la Compagnie du chemin de fer métropolitain de Paris (CMP) inizia a pensare a come rendere più sicuro il proprio materiale rotabile. La soluzione consisteva nell'adottare treni completamente metallici: vi erano due tecnologie disponibili, la Thomson SA Multiple (dal nome della ditta), già sperimentata, ma molto complessa, e la Sprague, d'origine statunitense, ritenuta poco efficiente.

### Le motrici bimotori
L'elettrotreno Sprague-Thomson, commissionato dalla CMP nel 1907 ed apparso nel 1908, è di fatto la sintesi tecnica dei due sistemi precedenti. Le prime motrici, note come serie 500, sono comunemente note con l'appellativo «Sprague». Aventi struttura interamente metallica, dispongono di due motori da 175 cv. I convogli constano di cinque vetture, di cui tre motrici. Molto spazio a bordo è tuttavia occupato dagli apparati elettrici, rendendo note queste carrozze col nome di Grandes-loges. Solo dopo la prima guerra mondiale i miglioramenti tecnici consentiranno di ridurre l'ingombro di tali apparati, con la costruzione dei convogli Petites-loges.
Alcune motrici del primo tipo saranno poi accoppiate e trasformate in trattori da manovra; la loro livrea divenne prima grigia, poi gialla. L'arrivo dei TMA (trattore a marcia autonoma) negli anni 1980 consentì di ritirare diverse tra queste motrici, ritiro che fu accelerato negli anni 2000 con l'arrivo dei TME (trattore a marcia elettrica). Un progetto di trasformazione in trattori degli MF 67 velocizzò ulteriormente la procedura. L'ultimo trattore Sprague fu ritirato l'8 marzo 2011. I convogli T.74 e T.94 furono preservati dalla Association d'exploitation du matériel Sprague, mentre il T.95 è tuttora conservato dalla RATP.

### Le motrici «Nord-Sud»
La Compagnia Nord-Sud fece costruire dal 1910 al 1925 delle motrici specifiche, con quattro motori da 125 cv, impiegate a due a due (anziché a tre) per convoglio. Erano di colore grigio-blu per la seconda classe, e rosso-giallo per la prima. Furono altresì realizzate vetture miste di prima e seconda classe, che circolarono sulla linea B (St Lazare - Porte de Saint Ouen/Porte de Clichy).
Peculiarità di queste motrici, a differenza di quelle in forza alla CMP, erano le prese di corrente sul tetto, giacché le linee Nord-Sud impiegavano la linea aerea di contatto e non la terza rotaia. Allorché la CMP assorbì anche queste tratte, i treni furono a loro volta convertiti alla terza rotaia.

### Le motrici a quattro motori
A poco a poco, le casse furono allungate da 12,6 m a 14,2 m. Nel 1927 apparvero le prime motrici a quattro motori da 175 CV e casse da 14,2 m. Il colore (verde cupo, verde chiaro, grigio-azzurro) variò col passare del tempo, mentre le porte passarono da tre a quattro. I rimorchi di prima classe erano rossi sulla rete CMP, gialli sulla Nord-Sud.C'erano altresì convogli misti mezzi verdi e mezzi rossi.
L'assortimento classico a cinque vetture consisteva in due motrici e tre carrozze, con quella centrale di prima classe.
Tali treni furono prodotti fino al 1936.

### Il declino
Nel 1956, la conversione in pneumatici della linea 11 spinse un primo lotto di treni Sprague al ritiro e alla trasformazione in trattori da manovra. Stessa cosa accadrà sulla linea 1 (1963) e 4 (1967).

### L'addio
L'arrivo dei treni MF 67 nel 1968 sulla linea 3 accelera il ritiro degli Sprague. Il MF 67 viene poi messo in servizio sulla linea 7 e su molte altre tratte. Nel 1975, le linee 2, 3 bis, 5, 7 bis, 12 sono servite da soli treni Sprague e le linee 8, 9, 10 in parte. Le ultime motrici bimotori vengono rimosse nel 1976 dalla linea 2. I treni ex Nord-Sud erano già state ritirate nel 1972.
Con l'arrivo del treno MF 77 lo Sprague rimane sulla linea 9. Nel 1982 sarebbe dovuto uscire del tutto di scena, ma l'inondazione della stazione Église de Pantin mette fuori servizio numerosi MF 67. La linea 5 è costretta a tenerlo in servizio. Il 16 aprile 1983 gli ultimi treni Sprague escono definitivamente di scena, dopo 75 anni di servizio.
Dall'11 maggio 2010, per ordine della RATP i treni Sprague non possono più circolare durante l'orario di servizio, eccetto il convoglio A.475, modificato specificatamente per circolare in occasioni ufficiali come le Giornate europee del patrimonio.

## Dopo il ritiro
Come già detto, la RATP ha preservato tre convogli Sprague, dei quali uno ancora utilizzabile per il servizio viaggiatori in occasioni speciali. In alcuni casi è stato anche impiegato come set cinematografico, ad esempio per il film Les Femmes de l'ombre. Altre vetture sono conservate nei musei.
Cinque vetture (due di 2ª classe con una motrice e una di 1ª classe), sono state dichiarate monumento storico il 18 dicembre 1998. Un'altra motrice di 2ª classe, conservata al deposito di Vaugirard, ha ottenuto il medesimo riconoscimento il 17 febbraio 2000.
Alcuni convogli furono convertiti in trattore da manovra e hanno prestato tale servizio fino all'8 marzo 2011.